# Méndez (municipalité, Tamaulipas)
Pour les articles homonymes, voir Mendez.
La municipalité de Méndez  est l'une des 43 municipalités de l'État de Tamaulipas, et est située dans la partie centrale de cet État. Située dans les plaines de Coahuila et Nuevo León, à l'ouest du golfe du Mexique, elle appartient au bassin versant du fleuve Río San Fernando. Elle est limitrophe à l'ouest de l'État de Nuevo León. Son chef-lieu est la localité éponyme de Méndez. Elle dépend de la région San Fernando, qui est une des 6 subdivisions administratives de l'État de Tamaulipas.

## Géographie
La municipalité de Méndez s'étend du sud-ouest au nord-est dans la partie nord du bassin versant du fleuve Río San Fernando, également nommé Río Conchos. Dominée par un paysage de plaines et de collines, elle appartient essentiellement aux régions de plaines de Coahuila et Nuevo León. Son altitude oscille entre 50 et 300 mètres. Son chef-lieu, la localité éponyme de Méndez, se trouve dans la partie sud de son territoire, à une altitude de 228 mètres, et était peuplée en 2020 de 4280 habitants.
Cette municipalité fait partie de la région San Fernando, qui est une des 6 subdivisions administratives de l'État de Tamaulipas, et regroupe les municipalités de Méndez, Burgos, Cruillas et San Fernando.
Elle est limitrophe au nord des municipalités de Río Bravo et de Reynosa, à l'ouest, dans l'État de Nuevo León, de celle de China, au sud, à nouveau dans l'État de Tamaulipas, de celle de Burgos, et à l'est de celle de San Fernando.

## Composition et démographie
La municipalité était composée en 2010 de 312 localités.
| Localité                         | Population |
| -------------------------------- | ---------- |
| Méndez                           | 789        |
| Pedro José Méndez                | 478        |
| San Lorenzo de Cárdenas González | 339        |
| El Lobo (La Escondida)           | 261        |

En plus de l'espagnol, plusieurs langues amérindiennes sont parlées dans la municipalité, dont les principales sont par ordre d'importance : le huastèque et le nahuatl.

## Histoire
Le 1er juillet 1866, la congregación de Las Lajas devient le chef-lieu d'une nouvelle municipalité, dont le territoire est pris sur celles de Burgos et de Reynosa. En 1869, cette municipalité et son chef-lieu prennent le nom de Méndez, en l'honneur de Pedro José Méndez (es), militaire mexicain (1836-1866).